# Célestin Oliver
Célestin Oliver (12 de julio de 1930-5 de junio de 2011) fue un delantero de fútbol francés. Fue parte de la Selección de fútbol de Francia durante la Copa Mundial de Fútbol de 1958.

## Clubes

### Jugador
| Club                  | País             | Año       |
| --------------------- | ---------------- | --------- |
| Ideal Mostaganem      | Argelia francesa | 1950-1953 |
| CS Sedan              | Francia          | 1953-1958 |
| Olympique de Marsella | Francia          | 1958-1960 |
| Angers SCO            | Francia          | 1960-1962 |
| SC Toulon             | Francia          | 1962-1964 |

### Entrenador
| Club           | País    | Año       |
| -------------- | ------- | --------- |
| SM Caen        | Francia | 1967-1972 |
| Stade de Reims | Francia | 1972-1973 |
| US Boulogne    | Francia | 1974-1975 |
| SC Toulon      | Francia | 1978-1979 |